# Butia stolonifera
Butia stolonifera är en enhjärtbladig växtart som först beskrevs av João Barbosa Rodrigues, och fick sitt nu gällande namn av Odoardo Beccari. Butia stolonifera ingår i släktet Butia och familjen Arecaceae. Inga underarter finns listade i Catalogue of Life.

## Bildgalleri

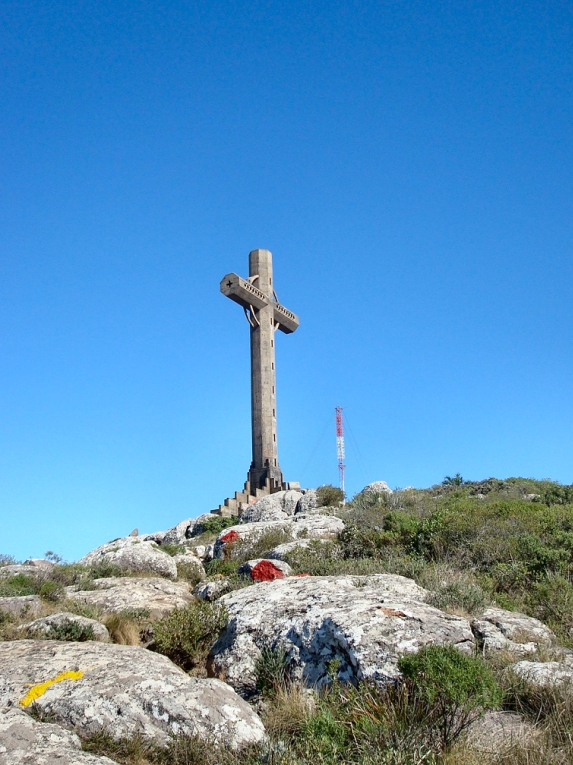